# Basílio Lecapeno
Basílio Lecapeno (em grego: Βασίλειος Λεκαπηνός; romaniz.: Basíleios Lekapenós; ca. 925 - ca. 985), também chamado de Basílio, o Paracemomeno ou Basílio, o Noto (em grego: Βασίλειος ο Νόθος; romaniz.: Basíleios o Nóthos; lit. "Basílio, o Bastardo"), foi um filho ilegítimo do imperador bizantino Romano I Lecapeno (r. 920–844) que serviu como paracemomeno e ministro chefe do Império Bizantino durante boa parte do período entre 947 e 985, sob os imperadores Constantino VII Porfirogênito (r. 913–959), Nicéforo II Focas (r. 963–969), João I Tzimisces (r. 969–976) e Basílio II Bulgaróctono (r. 976–1025).

## Vida

### Origem e começo da carreira

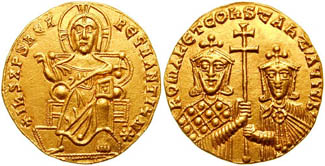
Soldo de r. e r.

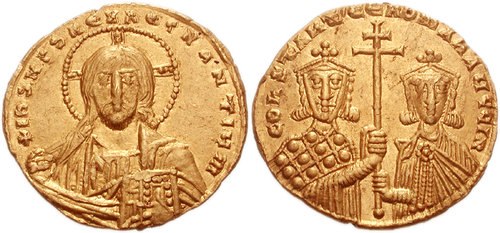
Soldo de r. e Romano II r.

Basílio foi o filho ilegítimo do imperador Romano I Lecapeno (r. 920–944) com uma concubina. É relatado que sua mãe era uma escrava de origem "cita" (possivelmente implicando "eslava"), mas segundo Kathryn Ringrose "isso pode ser apenas um topos pejorativo". A data exata de seu nascimento é desconhecido; O Dicionário da Oxford de Bizâncio sugere ca. 925, enquanto o estudioso alemão W. G. Brokaar sugere algum momento entre 910 e 915. Mais adiante os cronistas bizantinos como João Escilitzes, Zonaras e Jorge Cedreno alegaram que Basílio foi castrado quando adulto, após a deposição de seu pai em 944; Miguel Pselo relata que isso foi feito por razões políticas durante sua infância, uma visão apoiada por estudiosos modernos como Brokaar e Ringrose, uma vez que castração em adultos foi considerada perigosa e era rara.
Seu papel durante o reinado de seu pai é desconhecido. Ele aparece pela primeira vez como protovestiário (camareiro) de Constantino VII Porfirogênito (r. 913–959), o imperador legítimo da dinastia macedônica, mas é incerto se foi Romano Lecapeno que nomeou-o para o posto ou se Constantino VII deu-lhe após a queda de Romano. O contemporâneo Teófanes Continuado relata que Basílio foi um servente leal e dedicado de Constantino VII, e teve uma íntima relação com a esposa de Constantino (e sua meio-irmã) Helena Lecapena. Após a deposição de Romano Lecapeno em dezembro de 944, Basílio apoiou Constantino VII quando ele readquiriu o poder dos meio-irmãos de Basílio, Estêvão e Constantino Lecapeno em janeiro de 945, e foi recompensado com títulos e ofícios seniores: em seus selos e inscrições dedicatórias é chamado basílico, patrício, "paradinástevo do senado" (provavelmente uma distorção indicando os títulos combinados de paradinástevo e proto, "primeiro", do senado), bem como grande bájulo (grande preceptor) do filho e herdeiro de Constantino, o futuro Romano II (r. 959–963). Em ca. 947/948, foi elevado de protovestiário para paracemomeno (camareiro chefe) em sucessão de Teófanes.
Em 958, liderou tropas no Oriente para reforçar o general (e futuro imperador) João Tzimisces em sua campanha contra os árabes: os bizantinos atacaram Samósata e infligiram uma pesada derrota num exército de alívio sob o hamadânida emir de Alepo Ceife Adaulá. Os bizantinos fizeram muitos prisioneiros, incluindo parentes do emir. Como resultado, Basílio pode celebrar um triunfo no Hipódromo de Constantinopla, onde cativos foram exibidos diante da população da capital imperial. Basílio foi um oponente do patriarca Polieucto (956–970) e procurou, com algum sucesso, opor o imperador a ele. Segundo as fontes, isso foi devido ao fato do patriarca ter castigado a avareza dos Lecapenos e seus parentes. Ele esteve do lado de Constantino VII durante seus dias finais, e foi aquele que envolveu seu cadáver com sua mortalha funerária.

### Carreira sob Romano II, Nicéforo Focas e João Tzimisces

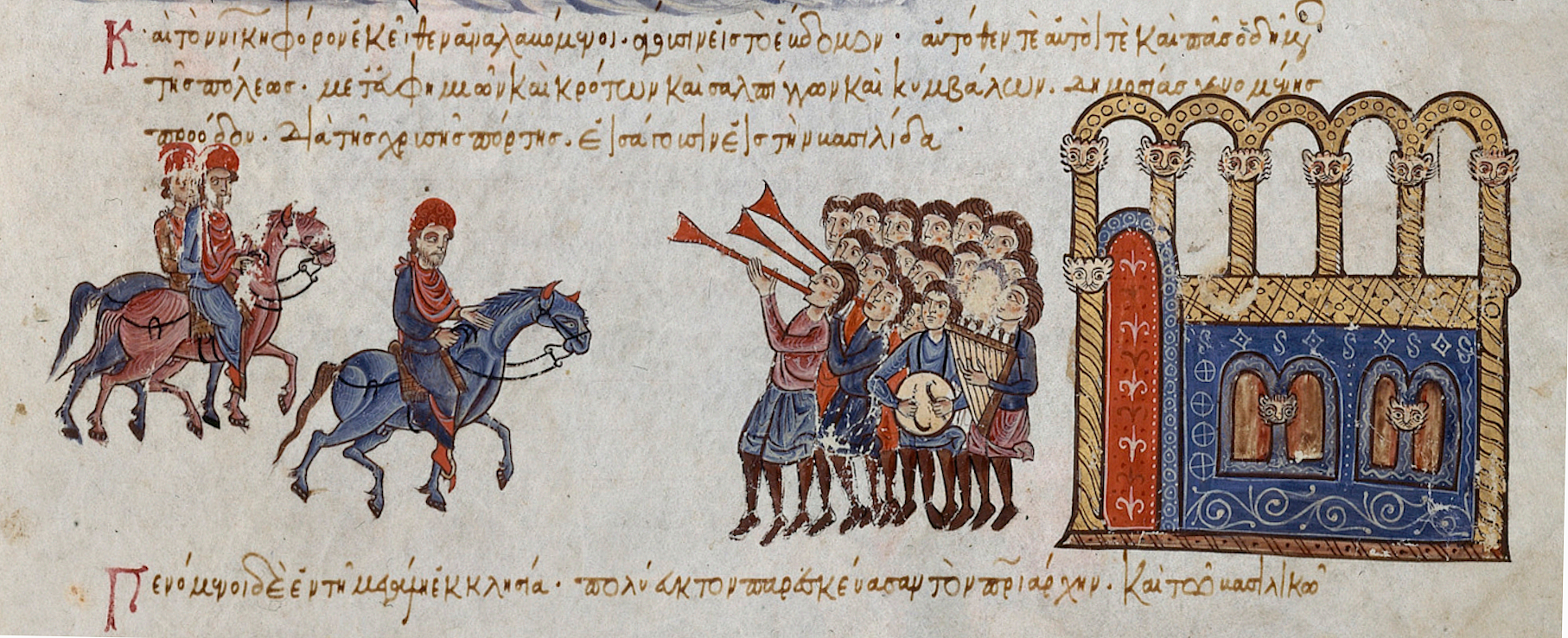
Nicéforo Focas entre em Constantinopla como imperador através da Porta Dourada em 963. Iluminura do Escilitzes de Madrid

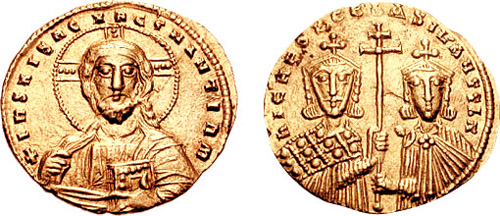
Histameno de r. com Basílio II no reverso

Sob sua nomeação, Romano II demitiu-o e favoreceu outro oficial, José Bringas, que assumiu as posições de paradinástevo, proto e paracemomeno. Isso estabeleceu uma intensa rivalidade e mesmo ódio entre os dois homens. Basílio permaneceu marginalizado durante o reinado, mas quando Romano morreu no começo de 963, seus filhos Basílio II e Constantino VIII eram menores de idade, e uma luta pelo trono irrompeu. Basílio aliou-se com o distinto general Nicéforo Focas contra Bringas. Basílio armou seus numerosos apoiantes — aproximados 3 000 segundo as fontes — e com a multidão urbana atacou Bringas e seus apoiantes e tomou o controle da cidade e dos portos. Bringas procurou santuário em Santa Sofia, enquanto Basílio mobilizou o drómon imperial e outros navios para Crisópolis, onde Focas esperava com seu exército. Focas entrou na cidade e foi coroado imperador sênior como guardião dos jovens filhos de Romano II. Como recompensa de seu papel na elevação de Focas ao trono, Basílio foi restaurado a sua antiga posição como paracemomeno e recebeu a recém elevada posição de proedro (integralmente "proedro [presidente] do senado" - proedros tes Synkletou). A elevação para este ofício envolveu uma cerimônia especial, incluída no Sobre as Cerimônias, e possivelmente escrito ou editado pelo próprio Basílio.
É incerto qual papel Basílio desempenhou sob Focas. O relato de Liuprando de Cremona durante sua visita em 967 mostra-o entre os dignitários seniores da corte bizantina, mas o segundo homem do regime foi claramente o irmão mais novo de Nicéforo, o curopalata e logóteta do dromo Leão Focas, o Jovem. Embora não tomou parte no assassinato de Focas por Tzimisces em dezembro de 969 ao fingir enfermidade (e então realmente ficar doente), ele soube disso e deu apoio integral à nomeação de Tzimisces ao trono, enviando seus agentes para a capital para orientar a população a não fomentar revoltas ou realizar saques. Segundo o historiador contemporâneo Leão, o Diácono, Basílio foi um amigo íntimo de Tzimisces, embora também pode ser possível que seu apoio ao golpe foi um esforço para salvaguardar a posição e direitos de seus sobrinho Basílio II e Constantino VIII, uma vez que provavelmente quem daria continuidade ao regime de Focas teria sido seu irmão Leão Focas.

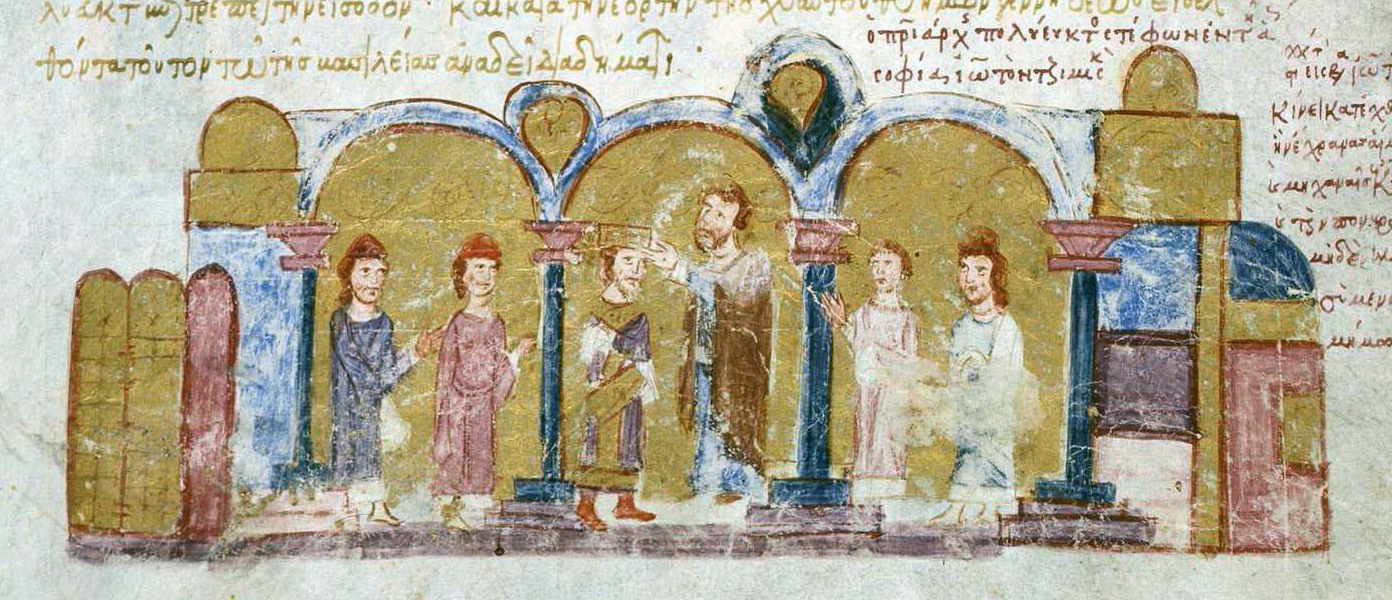
Coroação de João I Tzimisces. Iluminura do Escilitzes de Madrid

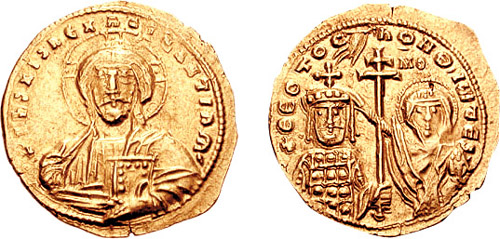
Histameno de r.

Basílio ajudou o novo imperador a suprimir os apoiantes e parentes de Focas. Ele também auxiliou na aposentaria da viúva de Romano II e Focas, Teófana, e aconselhou Tzimisces a cimentar sua posição com o casamento com Teodora, filha de Constantino VII Porfirogênito. Sob Tzimisces, Basílio desempenhou um papel importante na governança do Estado, especialmente na administração fiscal, enquanto Tzimisces esteve mais preocupado com a posição estrangeira e suas campanhas militares. Basílio tomou parte na grande campanha contra os rus' na Bulgária em 971, tendo sido confiado com as tropas reservas, o trem de bagagem e a obtenção de suprimentos, enquanto Tzimisces com suas tropas de elite marchou a frente.
Durante este período, Basílio acumulou uma enorme fortuna, incluindo assentamentos inteiros nas recém conquistadas porções sudoeste da Anatólia. Leão, o Diácono menciona as localidades de Longias e Drize, enquanto João Escilitzes relata que ele possuía a região entre Anazarbo e Podando. Estas riquezas foram a causa da cisão entre Basílio e Tzimisces; as fontes relatam que em seu retorno da campanha na Síria em 974, o imperador viu as vastas propriedades pertencentes a Basílio e revolveu mover-se contra ele. Ciente disso, Basílio arranjou para Tzimisces ser envenenado, embora as fontes diferem de como e onde isso foi feito. Os estudiosos modernos são céticos em relação a esses relatórios; como Kathryn Ringrose escreve, "contemporâneos acreditavam que eunucos, como mulheres, raramente lutavam com homens honoráveis e em vez disso recorreram ao veneno e outros truques desleais", enquanto o Dicionário da Oxford de Bizâncio fala de "rumores que [Tzimisces] havia sido envenenado por Basílio, o Noto". O que é certo é que Tzimisces adoeceu durante sua campanha e morreu em Constantinopla logo depois de seu retorno.

### Carreira sob Basílio II
Ele continuou em ofício no começo do reinado de Basílio II, mas em 985 o jovem imperador - desejando assumir o governo após ser dominado por regentes e imperadores zeladores por 30 anos - acusou-o de simpatizar com o rebelde Bardas Focas e removeu-o do poder. Todas as suas propriedades e possessões foram confiscadas e todas as leis emitidas sob sua administração foram declaradas nulas e sem efeito. Basílio Lecapeno foi exilado e morreu logo depois.

## Patrono das artes

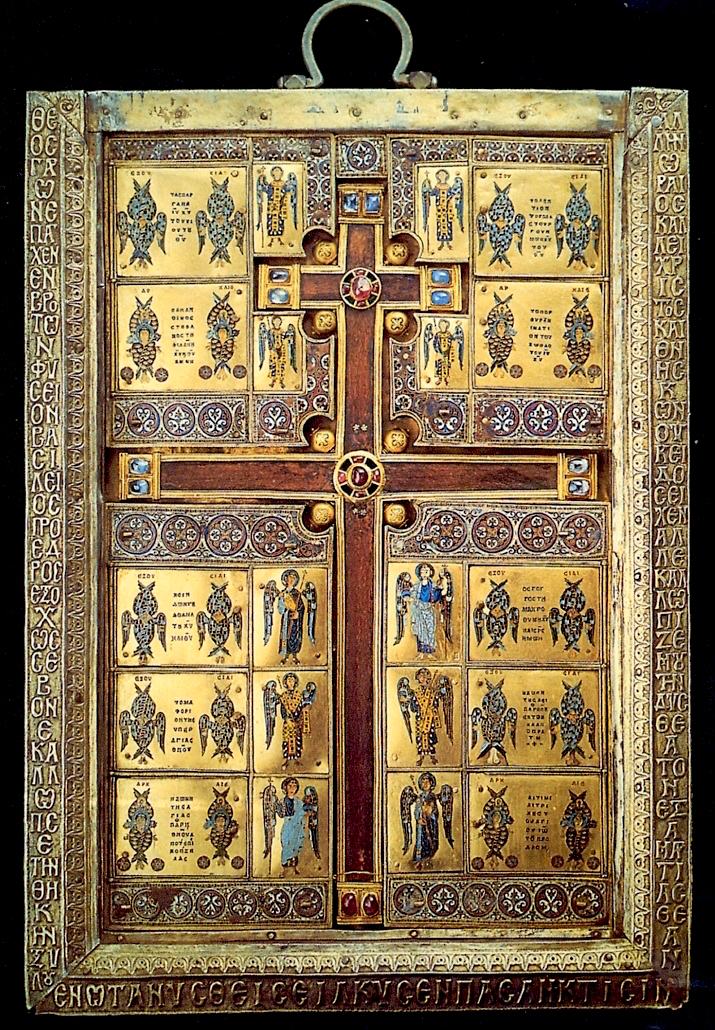
Relicário de cruz de Limburgo comissionado por Basílio

Sua enorme riqueza permitiu a Basílio a tornar-se, segundo o Dicionário da Oxford de Bizâncio, "um dos mais pródigos patronos da arte bizantinos". Vários dos objetos de artes por ele comissionados sobreviveram, inclusive um relicário (um dos dois de São Simeão, o Estilita dedicados ao Mosteiro de São Basílio em Constantinopla) em Camoldoli na Itália, uma patena de jaspe e um cálice na Basílica de São Marcos em Veneza, e um bem conhecido relicário em cruz esmaltado (Estauroteca) na Catedral de Limburgo na Alemanha.
Três manuscritos comissionados por ele também sobreviveram, todos escritos em pergaminhos de alta qualidade; uma coleção de tratados militares, incluindo seu próprio tratado sobre guerra naval, agora na Biblioteca Ambrosiana em Milão; as homilias de João Crisóstomo, no Mosteiro de Dionísio no monte Atos, Grécia; e um evangelho com as epístolas de Paulo agora em São Petersburgo, Rússia.